# عمارنه (مصر)

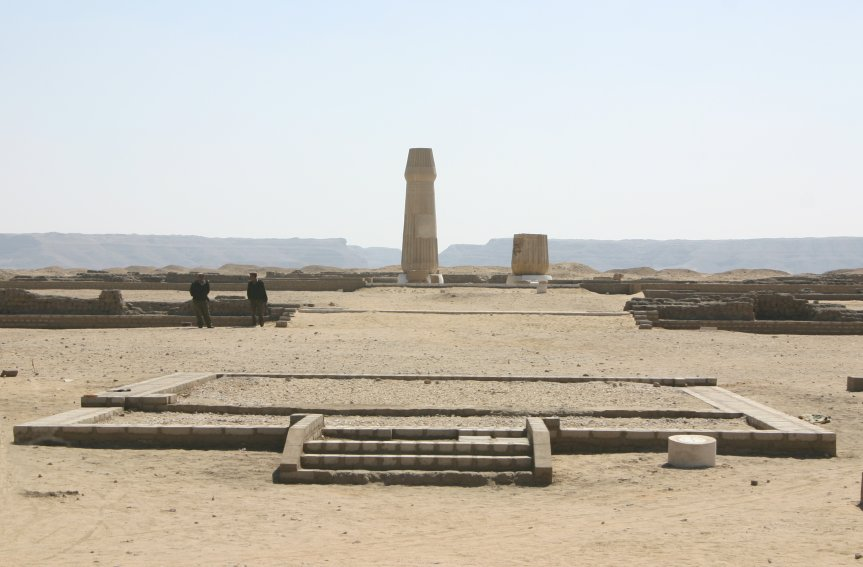
معبد آتن در عمارنه

عَمارنَه یا امارنه (به عربی: العمارنة) یک شهر باستان‌شناسی گسترده در مصر است که سازندهٔ آن فرعون آخناتون در اواخر دودمان هجدهم بوده که مدتی پس از مرگ او متروک شده است. این منطقه در قسمت شرق رودخانه نیل در استان منیا مصر علیا واقع است.